# Saxophone soprano
 (janvier 2023).
Si vous disposez d'ouvrages ou d'articles de référence ou si vous connaissez des sites web de qualité traitant du thème abordé ici, merci de compléter l'article en donnant les références utiles à sa vérifiabilité et en les liant à la section « Notes et références ».

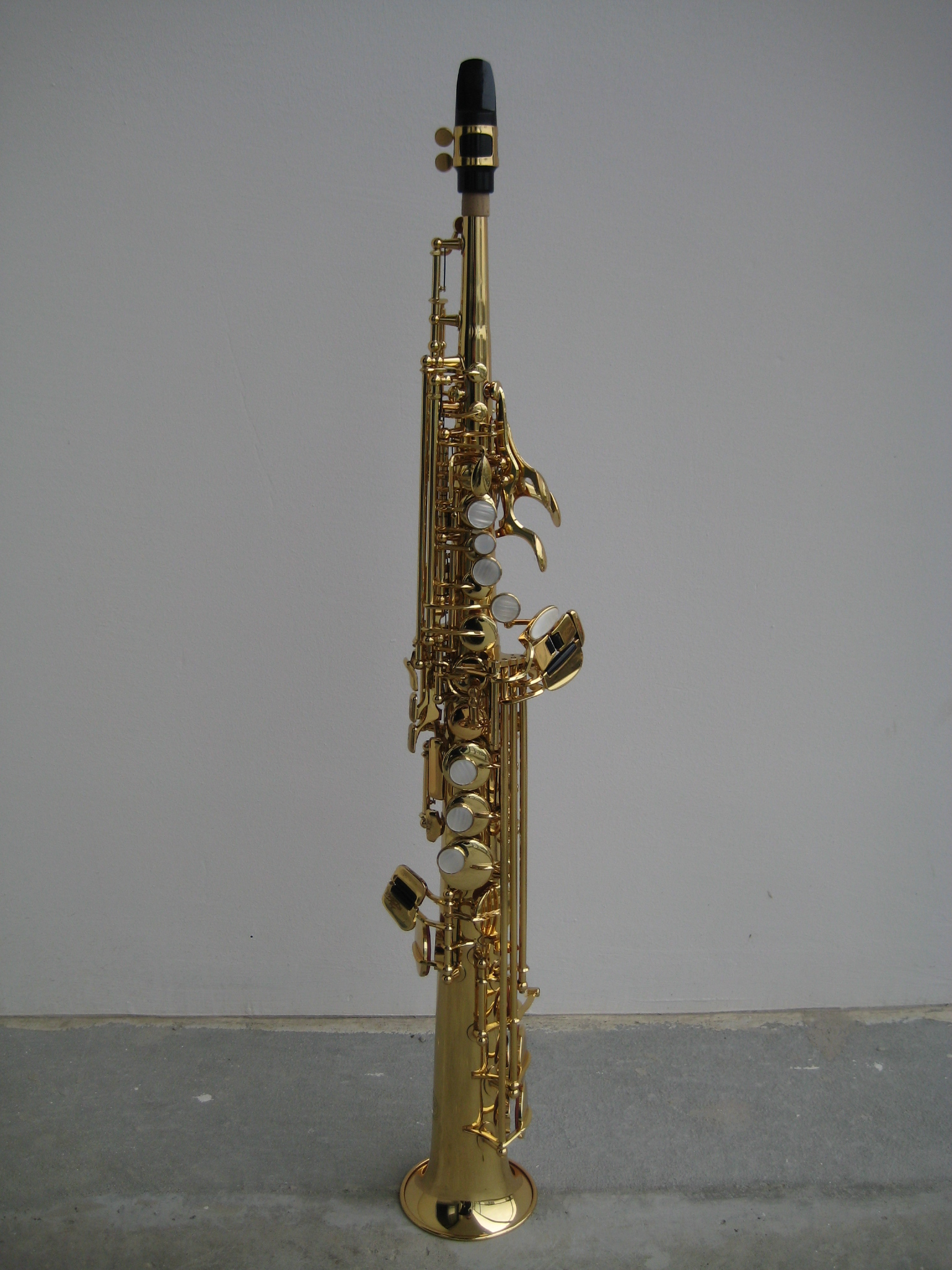
Saxophone soprano droit.

Le saxophone soprano est un instrument de musique de la famille des saxophones. Sa tonalité est en si{\displaystyle \flat }.
L'intervalle d'une octave au-dessus du saxophone ténor a contribué pour beaucoup, à le rendre accessible, notamment dans le jazz, (mêmes partitions pour le ténor que pour le soprano).
Il est souvent confondu par les néophytes avec la clarinette, à cause de sa forme droite et de la similitude du timbre des deux instruments dans les aigus. Cependant la différence essentielle entre un soprano droit et une clarinette est que le corps du soprano est conique (et non pas cylindrique). Il existe également une variante courbée (dit soprano courbe ou altino) et une autre semi-courbée (dont le saxello). 
Une évolution récente chez certains manufacturiers est l'introduction d'une clé supplémentaire pour faire un sol sur-aigu.

## Répertoire
Dans le répertoire classique, le soprano est devenu l'un des saxophones les plus souvent employés par les compositeurs contemporains, probablement en raison des similitudes de notation avec la clarinette (il sonne lui aussi en si{\displaystyle \flat }) et de tessiture avec le hautbois (deux octaves et demi dans le registre soprano).
Parmi les œuvres néo-classiques, peuvent être citées la Fantasia avec orchestre de chambre d'Heitor Villa-Lobos et la version pour saxophone soprano et orchestre de chambre de L'Horloge de Flore de Jean Françaix. Les minimalistes y ont souvent recours : Gradus de Philip Glass, Reed Phase de Steve Reich, The Green Ray de Gavin Bryars, Soprano Saxophone Concerto de Michael Torke.
Il est également utilisé dans des styles musicaux plus radicaux comme Tre pezzi de Giacinto Scelsi, Aulodie de François-Bernard Mâche, Anachorète de Kasper T. Toeplitz, Knabenduett de Karlheinz Stockhausen, Tadj de Christian Lauba, De la nuit à l'aurore d'Antoine Tisné et la tétralogie de Györgio Netti Necessità d'interrogare il cielo.

## Quelques sopranistes importants

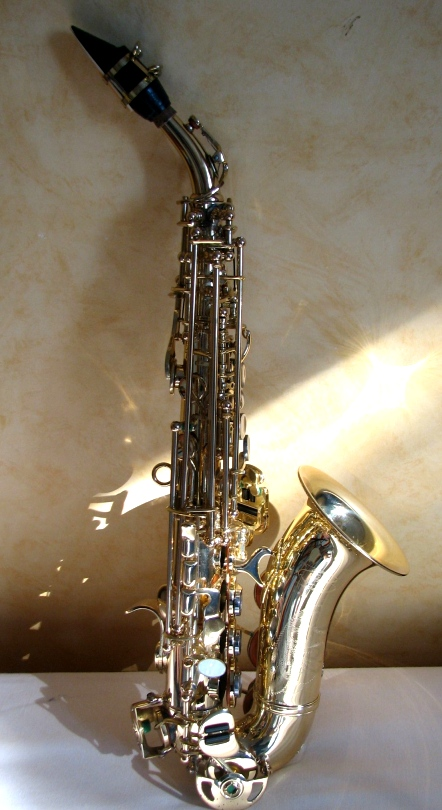
Saxophone soprano courbe.

Des saxophonistes ont jalonné et profondément marqué l'histoire de cet instrument. Dans le monde du jazz, les saxophonistes jouant le soprano sont aussi souvent au ténor (même tonalité) :
- Sidney Bechet (clarinette et soprano)
- Steve Lacy
- John Coltrane (ténor et soprano)
- Wayne Shorter (ténor et soprano)
- Lol Coxhill
- John Surman (soprano, baryton, clarinette basse)
- Jane Ira Bloom
- Evan Parker (ténor et soprano)
- Michel Doneda (soprano et sopranino)
- Dave Liebman (ténor et soprano)
- Branford Marsalis (ténor et soprano)
- Emile Parisien

Dans la musique classique, un certain nombre de saxophonistes se sont aussi spécialisés dans le jeu du soprano, souvent en raison de leur participation à un quatuor de saxophones :
- Marcel Mule
- Daniel Deffayet
- Claude Delangle
- Jean-Yves Fourmeau
- Jean Denis Michat
- Vincent David
- Arno Bornkamp